# بركة رمضان (طولكرم)
بركة رمضان أو (بصّة الفالق) قرية ساحلية في قضاء طولكرم وتقع جنوب غرب مدينة طولكرم وتبعد عنها 26 كيلومتر، وشمال غرب مدينة قلقيلية، ترتفع القرية 25 متر فوق مستوى سطح البحر، كانت تُقدر مساحة القرية والغابات المحيطة بها 60 ألف دونم، في عام 1945 تم الاستيلاء على 231 دونم من القرية من قِبل مستوطنين هُجر سكانها في 20 ابريل نيسان 1948، تحيط بها عدة غابات منها غابات كفر صور في شمال القرية، وغابة الزبابدة والطيبة في جنوبها.
تُقدر مساحته القرية وحدها 5554 دونماً منها 308 دونم، تُصنف كأراضي عامّة، تحيط بها أراضي الطِّيرة في الشرق والجنوب الشرقي وأراضي تل موند في الشرق وأراضي الطيبة في الشرق والشمال الشرقي.

## سبب التسمية
قديمًا كانت تسمّى بصّة أم العلق لكثرة أشجار العليق فيها ولم تكن معمورة بالسكان وغير صالحة للزراعة لكثافة اشجار الغابات ووجود المستنقعات، وفي عهد الحكم العثماني على فلسطين تم تسمية القرية ببصة الفالق، وسبب التسمية بالبصة لأنها كانت عبارة عن أرض يخرج منها الينابيع والمياة ويتجمع بها بدون جريان، بسبب جرف كبير على شاطئ البحر المتوسط يعوق جريان النهر الى البحر، ثم تم شق الجرف وفلقه ولذلك سميت ببصة الفالق، ومن ثَم تم تسميتها ببركة رمضان في عشرينيات القرن القرن الماضي بعد اصلاحات فيها من قبل الاوقاف الفلسطينية.

## جغرافيا القرية
يجري داخل قرية بركة رمضان نهر صغير يسمر نهر الفالق، يبلغ طوله 10 كيلومتر، ويتكون من بعض الينابيع والروافد الصغيرة، ينبع النهر من غرب قرية مسكة المهجرة، ويصب في البحر المتوسط، يجف النهر في فصل الصيف على بعد 5 كيلومتر من المجرى وتتساقط عليه شتاءًا مياة الامطار التي تسقط على الأراضي والغابات الذي يمر بجانبها، يسمى أحيانًا بنهر (أرسوف)، وفي بداية القرن العشرين كان حوض النهر عبارة عن مستنقعات وبرك وبصّات من بينها بصّة الفالق (بركة رمضان) وبركة الجريح وبرك أخرى، تم تجفيفها لاحقًا من قِبل أهل القرية لتصبح قابلة للزراعة.
تكونت غابات كثيفة بسبب فيضانات نهر الفالق، كانت تلك الغابات قديمًا جزء من غابة أرسوف التي تقع حاليا ضمن المناطق المحتلة 

## سكان القرية
قديمًا لم تكن القرية صالحة للعيش، وفي نهاية القرن التاسع عشر وبداية القرن العشرين سكن البدو القرية وكان يقدر عددهم 2000 نسمة، وفي احصاء عام 1945 قُدر عدد سكان غابات كفر صور المجاورة 740 نسمة.

## انظر ايضًا
- نهر الفالق

- قضاء طولكرم